# Olivia (Minnesota)
Olivia – miasto w Stanach Zjednoczonych, w stanie Minnesota, siedziba administracyjna hrabstwa Renville.